# Auguste Luc Nompar de Caumont
Pour les autres membres de la famille, voir Famille de Caumont.
Auguste Luc Nompar de Caumont (22 octobre 1803 à Paris - 17 novembre 1882 à Paris), est un militaire et homme politique français du XIXe siècle.

## Biographie
Auguste Luc Nompar de Caumont suivit la carrière militaire, et fut nommé, en 1822, sous-lieutenant au 1er régiment de lanciers. Il passa, en 1827, aux lanciers de la garde, et fit, après 1830, à l'état-major du maréchal Gérard, la campagne de Belgique (« Dix-Jours », 1832), et fut fait chevalier de la Légion d'honneur (1833).
Il sollicita sa mise en disponibilité, et fut candidat, sans succès, aux élections législatives dans la Gironde.
Après le coup d'État du 2 décembre 1851, il fut appelé au Sénat par un décret du 24 janvier 1852. Il fit partie, durant tout le règne de Napoléon III, de la majorité dévouée à l'Empire, et fut promu  commandeur de la Légion d'honneur le 30 août 1865.
Sa sépulture se trouve au cimetière du Père-Lachaise, division 24.

## Généalogie
Fils de François Philibert Bertrand Nompar de Caumont, duc de La Force, et de Marie Constance de Lamoignon, il épouse le 22 avril 1833, à Paris, Edmée Charlotte Antonine de Visscher de Celles (1812-assassinée en 1856), avec laquelle il aura deux enfants :
- Marie Constance Ghislaine, qui épousera Gustave Emmanuel Louis, comte de Raigecourt-Gournay[2],[3],
- Olivier Emmanuel Auguste Louis Ghislain, qui épousera Anne Blanche Élisabeth Jeanne de Maillé de la Tour-Landry.

## Titres
- 11e duc de La Force (28 mars 1854).[réf. nécessaire]

## Distinctions
- Légion d'honneur :
  - Chevalier (9 janvier 1833);
  - Officier (30 décembre 1855);
  - Commandeur de la Légion d'honneur (30 août 1865).